# Svartsjön (Färila socken, Hälsingland)
Svartsjön är en sjö i Ljusdals kommun i Hälsingland och ingår i Ljusnans huvudavrinningsområde. Sjön är 8,5 meter djup, har en yta på 0,0743 kvadratkilometer och befinner sig 455,2 meter över havet.

## Delavrinningsområde
Svartsjön ingår i det delavrinningsområde (686691-146656) som SMHI kallar för Mynnar i Borrån. Medelhöjden är 462 meter över havet och ytan är 12,11 kvadratkilometer. Det finns inga avrinningsområden uppströms utan avrinningsområdet är högsta punkten. Vattendraget som avvattnar avrinningsområdet har biflödesordning 4, vilket innebär att vattnet flödar genom totalt 4 vattendrag innan det når havet efter 179 kilometer. Avrinningsområdet består mestadels av skog (72 procent) och sankmarker (13 procent). Avrinningsområdet har 0,7 kvadratkilometer vattenytor vilket ger det en sjöprocent på 5,7 procent.